# Oluf Olsson
Oluf "Olle" Olsson (Copenhaguen, 30 de maig de 1873 – Copenhaguen, 25 de juny de 1947) va ser un gimnasta artístic danès que va competir a començaments del segle xx.
El 1906 va prendre part en els Jocs Intercalats d'Atenes, on va guanyar la medalla de plata en la prova del concurs per equips del programa de gimnàstica.
Dos anys després, als Jocs Olímpics de Londres acabà en quarta posició de la mateixa prova. El 1912, a Estocolm, disputà els seus tercers i darrers Jocs. En ells va guanyar la medalla de bronze en el concurs per equips, sistema lliure del programa de gimnàstica.
Segons la base de dades del Comitè Olímpic Internacional també guanyà la medalla d'or en el concurs per equips, sistema lliure del programa de gimnàstica dels Jocs de 1920. Amb tot és una dada dubtosa, ja que no surt anomenat a l'Informe Oficial d'aquells Jocs.